# América & en vivo
Albums de Luis Miguel
Romance
(1991) Aries
(1993)
Singles
América & en Vivo est un extended play (EP) live du chanteur mexicain Luis Miguel. Il est sorti le 25 septembre 1992 chez WEA Latina. L'EP se compose de trois versions live de Inolvidable, No Sé Tú et Contigo en la Distancia de sa prestation à l'Auditorium national de Mexico, lors de sa tournée Romance (en), du 26 juin 1992 ainsi que d'un nouveau morceau América, América, interprété à l'origine par Nino Bravo. América, América est sorti en single et a atteint la 20e place du classement Billboard Hot Latin Songs. L'EP a été classé trois étoiles sur cinq par un éditeur d'AllMusic et a reçu une critique positive de Mario Taradell du Miami Herald, qui a fait l'éloge de sa voix et de la production de l'EP. Il a atteint la 12e place du palmarès Billboard Latin Pop Albums (en) et a été certifié platine en Argentine par la Chambre argentine des producteurs de phonogrammes et de vidéogrammes (CAPIF).

## Contexte et contenu
En 1991, Miguel a sorti son huitième album studio, Romance, une collection de boléros classiques, dont le plus ancien date des années 1940. L'album, produit par Armando Manzanero et arrangé par Bebu Silvetti, a été un succès en Amérique latine et s'est vendu à plus de sept millions d'exemplaires dans le monde,. Il a ravivé l'intérêt pour le genre du boléro et a été le premier disque d'un artiste hispanophone à être certifié or au Brésil, à Taïwan et aux États-Unis. Luis Miguel a fait la promotion de l'album en lançant le Romance tour (en) en 1992,. Dans le cadre de cette tournée, Luis Miguel s'est produit à guichets fermés le 26 juin 1992 à l'Auditorium national de Mexico,.
América & En Vivo présente les versions live de Inolvidable, No Sé Tú, et Contigo en la Distancia du spectacle de Miguel à l'Auditorium. Les trois chansons étaient également des singles promotionnels pour Romance. En outre, l'EP présente un nouveau titre América, América composé par José Luis Armenteros et Pablo Herrero. La chanson a été interprétée à l'origine par le chanteur espagnol Nino Bravo sur son album ...y volumen 5 (1973). Miguel a dédié la chanson aux soldats qui ont participé à la guerre du Golfe.

## Accueil
América & En Vivo est sorti le 25 septembre 1992. L'EP a atteint la 12e place du classement Billboard Latin Pop Albums (en). Il est certifié platine en Argentine par la CAPIF pour des ventes de 60 000 exemplaires. América, América est sorti, atteignant la 20e place du palmarès Billboard Hot Latin Songs. Le clip musical de d'América, América a été tourné dans plusieurs endroits aux États-Unis et à Porto Rico. Le vidéoclip a été primé par MTV International lors des MTV Video Music Awards de 1993 et a été nommé pour la vidéo de l'année lors de la 5e édition des prix Lo Nuestro la même année,.
Un éditeur d'AllMusic a attribué trois étoiles sur cinq à l'EP. Le magazine Billboard l'a complimenté en déclarant qu'il « devrait ajouter un autre trophée à la collection déjà impressionnante accumulée par ce crooner mexicain de 22 ans ». Mario Taradell du Miami Herald a donné une critique positive ; il a comparé América, América à la chanson America (en) de Neil Diamond en déclarant qu'elle est « remplie de paroles de terre d'espoir, d'une production fortement orchestrée et d'un grand refrain inspirant ». Sur les morceaux live, il a estimé que Miguel est « de bonne voix et d'humeur enjouée » et a noté que Inolvidable était « plus percutant et plus dansant que la version album » et a commenté que Contigo en la Distancia et No Sé Tú « mettent en valeur le croon romantique de Miguel ».

## Liste des pistes
La liste des pistes est adaptée d'AllMusic.
| América & en Vivo | América & en Vivo       | América & en Vivo                    | América & en Vivo | América & en Vivo | América & en Vivo | América & en Vivo | América & en Vivo | América & en Vivo | América & en Vivo |
| No                | Titre                   | Auteur                               | Durée             |                   |                   |                   |                   |                   |                   |
| ----------------- | ----------------------- | ------------------------------------ | ----------------- | ----------------- | ----------------- | ----------------- | ----------------- | ----------------- | ----------------- |
| 1.                | América, América        | José Luis Armenteros / Pablo Herrero | 4:33              |                   |                   |                   |                   |                   |                   |
| 2.                | Contigo en la Distancia | César Portillo de la Luz             | 3:31              |                   |                   |                   |                   |                   |                   |
| 3.                | No Sé Tú                | Armando Manzanero                    | 4:09              |                   |                   |                   |                   |                   |                   |
| 4.                | Inolvidable             | Julio Gutiérrez                      | 4:40              |                   |                   |                   |                   |                   |                   |
| 16:53             |                         |                                      |                   |                   |                   |                   |                   |                   |                   |

## Crédits
Les crédits sont adaptés d'AllMusic.

### Crédits musique
- Christina Abaroa – chœurs
- Alfredo Algarin – percussion, chœurs
- Juan Manuel Arpero – trompette
- Bob Bailey – chœurs
- Francis Benítez – chœurs
- Eva Ma. Bojalil – chœurs
- Ignacio "Kiko" Cibrian – guitare
- Maria del Rey – chœurs
- Jose Villar Fernandez – trompette
- Kim Fleming – chœurs
- Lionel Hampton – chœurs
- Leyla Hoyle – chœurs
- Rodolfo Machorro – basse
- Donna McElroy – chœurs
- Luis Miguel – chant
- Jeff Nathanson – saxophone
- Dan Navarro – chœurs
- Arturo Perez – claviers
- Tim Pierce – guitare électrique
- Isela Sotelo – chœurs
- Patricia Tanus – chœurs
- Michael Thompson – guitare électrique

### Crédits techniques
- Mauricio Abaroa – producteur
- Felipe Elgueta – assistant producteur
- Benny Faccone – ingénieur du son, mixage
- Alfredo Gatica – coordination
- Humberto Gatica – ingénieur du son, mixage, producteur
- Claude Gaudette – arrangements, programmation musicale
- Bernie Grundman – mastering
- Antonio Jimenez – assistant
- Ivan Manjarrez – photographie
- Joel Robles – assistant
- Alejandro Rodriguez – ingénieur du son
- Robert Tassi – ingénieur du son
- Humberto Terán – coordination
- Salvador Tercero –  ingénieur du son
- Juan Carlos Toribio – chef d'orchestre

## Classements
| Hitparade (1992)                       | Classement | Réf.   |
| -------------------------------------- | ---------- | ------ |
| États-Unis Latin Pop Albums (Billboard | 12         | [ 12 ] |

| Hitparade (1993)                        | Classement | Réf.   |
| --------------------------------------- | ---------- | ------ |
| États-Unis Top Latin Albums (Billboard) | 30         | [ 21 ] |